# 布魯士·艾雲拿
布魯士·艾雲拿（Bruce Arena，1951年9月21日—）曾兩任美國國家足球隊領隊。1998年首次執教美國國家隊，2002年世界盃帶領美國隊打進8強，並曾贏得2002年美洲金盃及2005年美洲金盃。2006年世界盃分組賽出局後不獲續約，改任美職聯紐約紅牛領隊。2008年起執教洛杉磯銀河，曾3次贏得美職聯總冠軍。2016年接替奇連士文，第2度擔任美國國家隊領隊。

## 榮譽

### 球會
華盛頓聯隊
- 美國職業足球大聯盟盃 (2): 1996（英语：MLS Cup '96）, 1997（英语：MLS Cup '97）
- 支持者之盾: 1997
- 美職聯東岸冠軍（英语：MLS Eastern Conference） (3): 1996, 1997, 1998
- 美國聯賽盃: 1996
- 中北美洲及加勒比海聯賽冠軍盃: 1998
- 美洲洲際盃（英语：Copa Interamericana）: 1998

洛杉磯銀河
- 美國職業足球大聯盟盃 (3): 2011（英语：MLS Cup 2011）, 2012（英语：MLS Cup 2012）, 2014（英语：MLS Cup 2014）
- 支持者之盾 (2): 2010, 2011
- 美職聯西岸冠軍（英语：MLS Western Conference） (4): 2009, 2011,  2012（英语：2012 Major League Soccer season）, 2014（英语：2014 Major League Soccer season）

### 國際
- 美洲金盃 (2): 2002, 2005
  - 季軍: 2003

### 個人
- MLS Coach of the Year（英语：MLS Coach of the Year） (3): 1997, 2009, 2011
- NJCAA Lacrosse Hall Of Fame (Player): Class of 2008[3]